# Dendropsophus melanargyreus
Espèce
Synonymes
- Hyla melanargyrea Cope, 1887

Statut de conservation UICN

 LC  : Préoccupation mineure
Dendropsophus melanargyreus est une espèce d'amphibiens de la famille des Hylidae.

## Répartition
Cette espèce se rencontre, :
- au Brésil dans les États d'Amapá, du Pará, dans l'ouest du Tocantins, dans l'extrême Sud-Est d'Amazonas, au Mato Grosso, dans l'est du Rondônia et dans le nord-ouest du Mato Grosso do Sul ;
- dans les plaines du département de Santa Cruz en Bolivie ;
- dans le département de l'Alto Paraguay dans le nord du Paraguay ;
- en Guyane ;
- au Suriname.

## Publication originale
- Cope, 1887 : Synopsis of the batrachia and reptilia obtained by H. H. Smith, in the province of Mato Grosso, Brazil. Proceedings of the American Philosophical Society, vol. 24, p. 44-60 (texte intégral).